# Какулия, Давид Нодарович
Дави́д Нода́рович Какулия (груз. დავით ნოდარის ძე კაკულია; род. 5 января 1991, Сухуми) — грузинский футболист, полузащитник команды «Алгети».

## Карьера

### Клубная
В футбол начал играть в 7 лет в детско-юношеской школе тбилисского «Локомотива», затем тбилисского «Спартака», а в 13 лет перешёл в академию тбилисского «Динамо». В 2006 году Давида пригласили в руставский «Олимпи», где он провёл полтора года и сыграл за дублирующий состав 12 матчей (1 гол). В 2008 году дебютировал в Чемпионате Грузии по футболу за тбилисский «Мерани», проведя две игры. В 2009 году вернулся в «Олимпию», где сыграл 3 матча в Умаглеси-лиге. В середине сезона перешёл в клуб высшей лиги тбилисский «Локомотив», где сыграл 5 матчей.
В 2010 году приглашён в клуб высшей лиги чемпионата Молдавии «Сфынтул Георге» (Суручень), за который сыграл 20 матчей и забил гол. В середине сезона 2010/2011 перешёл в другой клуб высшей лиги чемпионата Молдавии «Олимпия» (Бельцы), где сыграл 3 матча.
В феврале 2012 года перешёл в грузинскую команду Высшей лиги Чемпионата Грузии по футболу «Мерани» (Мартвили). За батумское «Динамо» в сезоне 2012/13 играл только в розыгрыше Кубка Грузии, с августа 2013 года находился в команде «Чихура» (Сачхере).

### В сборной
Принимал участие в трёх товарищеских матчах за сборную Грузии до 17 и 19 лет, а также сыграл три матча за молодёжную сборную Грузии.

## Семья
Отец — Нодар Владимирович Какулия, футболист, игрок сухумского «Динамо», выступавший в 1971—1978 годах во второй лиге чемпионата СССР.